# Zuflucht vor dem Sturm
Zuflucht vor dem Sturm ist das vierte Studioalbum von Matt Gonzo Roehr. Es erschien am 1. März 2013 über das Label Rookies & Kings als Standard- und Special-Edition, inklusive DVD.

## Vorgeschichte
Anfang Oktober 2012 wurde bekannt, dass Matt Gonzo Roehr nach einigen Zusammenarbeiten mit Frei.Wild einen Vertrag bei deren Label Rookies & Kings unterschrieb. Am 12. Oktober 2012 erschien bereits die erste EP Alles ändert sich über das neue Label und für Januar 2013 wurde die Veröffentlichung von Zuflucht ohne Sturm angekündigt, die sich später auf den 1. März 2013 verschob. Anfang Februar 2013 wurden ein Electronic Press Kit und ein Snippet aller Lieder des Albums auf YouTube veröffentlicht.

## Musikstil und Inhalt
Die Lieder des Albums sind überwiegend rockig gehalten, lediglich der Song Träumer ist eine ruhigere Ballade. Mit Megalithen bei Sonnenaufgang befindet sich auch ein reines Instrumental-Stück auf dem Tonträger.

## Covergestaltung
Das Albumcover zeigt die Zeichnung einer schwarz-weißen E-Gitarre, umgeben von rot-blauen Fischen, Vögeln und Totenköpfen. Im unteren Teil der Illustration stehen die Schriftzüge Matt Gonzo Roehr und Zuflucht vor dem Sturm in schwarz. Der Hintergrund ist grau gehalten.

## Titelliste
| #  | Titel                               | Länge |
| -- | ----------------------------------- | ----- |
| 1  | Vom ersten Blick zum letzten Kuss   | 4:14  |
| 2  | Es ist nie vorbei                   | 3:19  |
| 3  | Helden leben lang                   | 4:31  |
| 4  | Vor mir nur meine Spur              | 3:39  |
| 5  | Das Feuer                           | 3:21  |
| 6  | Zuflucht vor dem Sturm              | 4:16  |
| 7  | Es gibt nichts (was für immer hält) | 4:14  |
| 8  | Tage des Donners                    | 3:37  |
| 9  | Penner oder Star                    | 3:15  |
| 10 | Träumer                             | 4:33  |
| 11 | Gegen eure Lügen                    | 4:51  |
| 12 | Wer nicht kämpft                    | 3:04  |
| 13 | Trotz aller Dornen                  | 4:31  |
| 14 | Megalithen bei Sonnenaufgang        | 3:43  |

## Chartplatzierungen
Zuflucht vor dem Sturm stieg auf Platz 21 in die deutschen Charts ein und hielt sich zwei Wochen in den Top 100.